# Ван Росбрук, Эйгене
Эйгене ван Росбрук (нидерл. Eugène Van Roosbroeck; 13 мая 1928, Нордервейк, Антверпен — 28 марта 2018, Нордервейк, Фламандский регион) — бельгийский шоссейный велогонщик, выступавший за сборную Бельгии по велоспорту в конце 1940-х годов. Чемпион летних Олимпийских игр в Лондоне в командной групповой гонке. В период 1949—1958 годов выступал также на профессиональном уровне.

## Биография
Эйгене ван Росбрук родился 13 мая 1928 года в городе Херенталс провинции Антверпен, Бельгия.
Наибольшего успеха в своей спортивной карьере добился в сезоне 1948 года, когда выиграл один из этапов любительского «Тура Лимбурга», вошёл в основной состав бельгийской национальной сборной и благодаря череде удачных выступлений удостоился права защищать честь страны на летних Олимпийских играх в Лондоне.
В состоявшейся 13 августа групповой олимпийской гонке Ван Росбрук финишировал двенадцатым, тогда как в командном зачёте вместе с Леоном Делатаувером и Лоде Воутерсом занял первое место. Примечательно, что бельгийские велогонщики не знали о разыгрывании здесь командной дисциплины, и Ван Росбрук покинул Игры ещё до церемонии награждения. Лишь спустя много лет был направлен запрос в Олимпийский комитет Бельгии, и в 2010 году спортсмен всё-таки получил причитавшуюся ему золотую медаль.
Вскоре после лондонской Олимпиады Эйгене ван Росбрук перешёл в профессионалы и в течение последующих десяти лет выступал в шоссейном велоспорте за разные клубы Бельгии и Франции, как то Alcyon-Dunlop, Bristol, Peugeot-Dunlop, Thompson, Elvé-Peugeot, Libertas. Ему довелось поучаствовать в нескольких классических однодневных гонках, хотя он финишировал в них далеко от лидеров. В частности, в 1949 году закрыл десятку сильнейших на «Льеж — Бастонь — Льеж», в 1950 году показал шестой результат на «Туре Фландрии». 
Основные его достижения на этом поприще связаны прежде всего с небольшими региональными гонками: второе место в гонке «Рубе — Уи» в 1951 году, третье место в гонке «Кессель — Лир» в 1955 году.
Умер 28 марта 2018 года в Херенталсе в возрасте 89 лет.